# Alphestes afer
Alphestes afer är en fiskart som först beskrevs av Bloch, 1793.  Alphestes afer ingår i släktet Alphestes och familjen havsabborrfiskar. IUCN kategoriserar arten globalt som livskraftig. Inga underarter finns listade i Catalogue of Life.